# Economia Bosniei și Herțegovinei
Economia Bosniei și Hertegovinei se bazează în principal pe agricultură (cultivarea plantelor, îngrijitul animalelor etc.) și pe turism (vizitele în zonele vechi cu o arhitectura musulmană, turismul maritim etc). Serviciile sunt puține, fiind o țara saracacioasă. Industria este și ea lăsată la urmă în detrimentul agriculturii.  
Economia Bosniei și Hertegovinei este una dintre cele mai slabe economii din Europa.
Principalii parteneri de comerț exterior au fost în 2008:
- export: Croația (20,7%), Slovenia (16,7%) și Italia (16,6%)
- import: Croația (24%), Slovenia (12,6%) și Germania (12,1%)

## Macro-economic
| PIB                                               | PIB                         | PIB                  | PIB | PIB | PIB | PIB | PIB | PIB | PIB | PIB |
| ------------------------------------------------- | --------------------------- | -------------------- | --- | --- | --- | --- | --- | --- | --- | --- |
| An                                                | Rata de creștere a PIB-ului | PIB (PPP) per capita |     |     |     |     |     |     |     |     |
| 1997                                              | 29.9%                       | 2,817                |     |     |     |     |     |     |     |     |
| 1998                                              | 28.9%                       | 3,782                |     |     |     |     |     |     |     |     |
| 1999                                              | 9.5%                        | 4,121                |     |     |     |     |     |     |     |     |
| 2000                                              | 5.2%                        | 4,364                |     |     |     |     |     |     |     |     |
| 2001                                              | 3.6%                        | 4,603                |     |     |     |     |     |     |     |     |
| 2002                                              | 5.0%                        | 4,871                |     |     |     |     |     |     |     |     |
| 2003                                              | 3.5%                        | 5,110                |     |     |     |     |     |     |     |     |
| 2004                                              | 6.3%                        | 5,497                |     |     |     |     |     |     |     |     |
| 2005                                              | 4.3%                        | 5,942                |     |     |     |     |     |     |     |     |
| 2006                                              | 6.2%                        | 6,466                |     |     |     |     |     |     |     |     |
| 2007                                              | 6.5%                        | 7,031                |     |     |     |     |     |     |     |     |
| 2008                                              | 5.4%                        | 7,550                |     |     |     |     |     |     |     |     |
| 2009                                              | -3.4%                       | 7,361                |     |     |     |     |     |     |     |     |
| 2010                                              | 0.5%                        | 7,428                |     |     |     |     |     |     |     |     |
| 2011                                              | 0.92%                       | 8,063                |     |     |     |     |     |     |     |     |
| 2012                                              | -0.70%                      | 8,100                |     |     |     |     |     |     |     |     |
| 2013 (Official res)                               | 6.5%                        | 8,300                |     |     |     |     |     |     |     |     |
| Sursa: IMF World economic outlook, octombrie 2013 |                             |                      |     |     |     |     |     |     |     |     |

## Transport
Autostrăzi
| Tara                  | 2001 | 2002 | 2003 | 2004 | 2005 | 2006 | 2007 | 2008 | 2009 | 2010 | 2011 | 2012 | 2013 | 2014  | 2015  |
| --------------------- | ---- | ---- | ---- | ---- | ---- | ---- | ---- | ---- | ---- | ---- | ---- | ---- | ---- | ----- | ----- |
| Bosnia și Herzegovina | 0    | 0    | 0    | 0    | 0    | 0    | 0    | 0    | 0    | 53   | 53   | 70   | 83   | 127.5 | 131.5 |